# Endresen-Inseln
Die Endresen-Inseln sind eine Gruppe kleiner und bis zu 60 m hoher Inseln vor der Küste des ostantarktischen Mac-Robertson-Lands. Sie liegen unmittelbar nördlich der Hobbs-Inseln.
Wissenschaftler der britischen Discovery Investigations an Bord der RRS William Scoresby entdeckten und benannten sie im Februar 1936. Der weitere Benennungshintergrund ist nicht überliefert.